# فرانک گیرینگ
فرانک گیرینگ (انگلیسی: Frank Giering؛ ۲۳ نوامبر ۱۹۷۱ – ۲۳ ژوئن ۲۰۱۰) یک هنرپیشه اهل آلمان بود.
از فیلم‌ها یا برنامه‌های تلویزیونی که وی در آن نقش داشته است می‌توان به قصر، بازی‌های مسخره اشاره کرد.